# Cassine tetragona
Cassine tetragona là một loài thực vật có hoa trong họ Dây gối. Loài này được (L.f.) Druce mô tả khoa học đầu tiên năm 1917.